# Toni Valtonen
Toni Valtonen (ur. 15 grudnia 1978 w Helsinkach) – fiński zawodnik mieszanych sztuk walki (MMA) wagi ciężkiej.

## Kariera MMA
W mieszanych sztukach walki zadebiutował 25 stycznia 2003 na gali WasaFight 5 pokonując Riku Lahdensuo. Do 2008 walczył dla krajowych organizacji: FinnFight, Fight Festival oraz Cage. 
W 2008 roku związał się z rosyjską organizacją M-1 Global, tocząc dla niej siedem pojedynków w przeciągu roku (bilans 5-2). Od 2009 walczył m.in. dla Shooto Finland i KSW wygrywając m.in. z byłym zawodnikiem IFL: Aaronem Starkiem, Attilą Veghiem oraz Łukaszem Jurkowskim. 
21 maja 2011 przegrał z Janem Błachowiczem na KSW 16. 
2 marca 2013 na gali Fighters Arena uległ ciężkiej kontuzji w walce z Michałem Kitą, łamiąc kość piszczelową przy próbie zadania niskiego kopnięcia.
30 października 2020 na gali Babilon MMA 17 w Radomiu stoczył pojedynek z Dawidem Żółtaszkiem, wygrywając walkę przez czasem (TKO - 2 runda). 
25 czerwca 2021 na gali Babilon MMA 23 przegrał po jednogłośnej decyzji z Filipem Stawowym.